# Sengenthal
Sengenthal er en kommune i Landkreis Neumarkt in der Oberpfalz i Oberpfalz i den tyske delstat Bayern.
- Wikimedia Commons har flere filer relateret til Sengenthal